# تبعیض ساختاری
تبعیض ساختاری نوعی تبعیض نهادی علیه افراد با یک ویژگی خاص محافظت شده مانند نژاد یا جنسیت است که می تواند فرصت های آنها را محدود کند. این تبعیض ممکن است عمدی یا غیر عمدی باشد و ممکن است شامل سیاست های نهادی دولتی یا خصوصی باشد.   چنین تبعیضی زمانی اتفاق می افتد که این سیاست ها تأثیرات نامتناسب منفی بر فرصت های گروه های اجتماعی خاص داشته باشد.  
برخی مفهوم سازی از تبعیض ساختاری بر اشکال گذشته تبعیض   که منجر به نابرابری امروزی می شود متمرکز است ، در حالی که برخی دیگر بر سیاست هایی تمرکز دارند که امروزه نیز وجود دارند و می توانند تأثیرات نامتناسب منفی بر گروه های اقلیت داشته باشند .  یکی از نمونه های آشکار گذشته تبعیض ساختاری ، قوانین جیم کرو در جنوب ایالات متحده بود که به صراحت هدف آن محدود کردن حقوق سیاه پوستان آمریکایی در تحصیل ، اشتغال و سایر زمینه های جامعه بود. 